# Echipa națională de fotbal a Guadelupei
Echipa națională a Guadelupei reprezinta Guadelupa în principalele cometiții fotbalistice ale CONCACAF. Guadelupa fiind teritoriu francez nu poate intra sau juca în competiții organizate de FIFA.

## Performanțe internaționale
Fiind membru CONCACAF Guadelupa participă în Gold Cup. În 2007 a reușit să atingă semifinalele după ce a învins echipe precum Honduras și Canada.
În 2008 Guadelupa a participat la prima ediție a Coupe de l'Outre-Mer, competiție rezervată doar departamentelor de peste mări ale Franței. A ocupat un onorabil loc 3.